# سونيت 19
السونيت 19 هي إحدى 154 سوناتة التي كتبها الكاتب المسرحي والشاعر الإنجليزي وليم شكسبير عام 1609. يعتبرها البعض السونيت الأخيرة في التسلسل سونيتات الإنجاب. تخاطب السونيت الزمن مباشرة، مانحةً إياه قوته العظيمة في تدمير كل الأشياء في الطبيعة، لكنها تمنعه في ذات الوقت من إفساد ملامح الشاب الجميلة. تضع القصيدة الزمن في دور الشاعر الذي يحمل «قلمًا عتيقًا». ويتمحور موضوعها حول الخلاص من زوال الزمن الحتمي من خلال قوة الشعر. ورغم الحزن المتضمن في الإشارة إلى أن الشاب نفسه لن ينجو من تأثيرات الزمن، إلا أن الخلاص المتحقق من منحه شبابًا أبديًا ليس حقيقيًا، بل هو خيالي أو شعري.

## الهيكل
السونيت 19 هي سوناتة إنجليزية شكسبيرية نموذجية. تتكون السونيت الإنجليزية من ثلاث رباعيات يعقبها مقطوعة ثنائية. تتبع الشكل الشعري المعتاد: ABAB CDCD EFEF GG. وكجميع سوناتات شكسبير، كُتبت السونيت 19 باستخدام نوع من الإيقاع يُسمى البحر اليامبي الخماسي، الذي يعتمد على خمس مجموعات من مواضع النبر الضعيفة والقوية. السطر الثامن يمثل مثالًا على إيقاع يامبي خماسي منتظم:
```
 ×  /  ×  /    ×  /    ×    /  ×     / 

But I forbid thee one most heinous crime: (19.8) 
```

/ = ictus، موضع النبر القوي. × = nonictus، موضع النبر الضعيف.

كل من السطرين الأول والثالث يظهران تغييرًا في الترتيب يُضيف تركيزًا إضافيًا على الفعل، وهي ممارسة تُسميها مارينا تارلينسكيا «الإيطالية الإيقاعية». (كما يظهر في السطر الثالث انتقال النبرة إلى اليمين، مما يؤدي إلى تشكيل ذو أربع مواضع، × × / /، ويُعرف أحيانًا بـ«الأيونية الصغرى»).
```
 × /  ×    /      /     ×    ×  /×     / 

(Devouring Time, blunt thou the lion's paws, (19.1

  /     ×  ×    /      ×    ×  /      / ×     / 

Pluck the keen teeth from the fierce tiger's jaws, (19.3) 
```

## الملخص والتحليل
تخاطب السونيت 19 الزمن مباشرة بوصفه «الزمن المفترس»، وهو ترجمة للعبارة "tempus edax" المستخدمة بكثرة لدى الشاعر أوفيد (Met. الكتاب 15، السطر 258). يلاحظ الناقد جي ويلسون نايت ‏ كيف تطوّر مفهوم الزمن المفترس كتقنية أدبية في السوناتات التسع عشرة الأولى.[بحاجة لمصدر] يلاحظ جوناثان هارت اعتماد شكسبير على التشبيهات من ليس فقط أوفيد بل أيضًا إدموند سبنسر.[بحاجة لمصدر]
تتكون السونيت من سلسلة من الأوامر حيث يُسمح للزمن باستخدام قوته العظيمة في تدمير كل شيء في الطبيعة: كما أنه «سينتزع الأسنان الباترة من فك النمر المتوحش»، ويجعل الأرض الأم «تلتهم» أطفالها («أبناءها الطيبين»). عُدِّلَت كلمة "yawes" في نسخة الربع إلى "jaws" من قبل إدوارد كابيل وادمون مالون، وقد أصبح هذا التعديل الآن مقبولاً بشكل شبه عالمي.[بحاجة لمصدر]
الزمن سيحرق أيضًا «العنقاء المعمّرة في دمها». العنقاء طائر طويل العمر يُعاد تجديده أو يُبعث من جديد. ويرتبط بالشمس، ويستمد حياة جديدة من رماد سلفه. يُفسّر جورج ستيفنس ‏ «في دمائها» بأنها «تحترق حية» بتشبيه من مسرحية كريولانس (4.6.85)؛ بينما يُفسّر نيكولاوس ديليوس العبارة بمعنى «وهي لا تزال واقفة»، أي لا تزال على قيد الحياة أو واقفة، بدلاً من تحولها إلى رماد."[بحاجة لمصدر]
مع مرور الزمن بسرعة، يمكن أن تتغير المواسم من الفرح إلى الحزن، حيث لا يعبر هذا التغير عن تقلبات الطبيعة فقط، بل يعكس أيضًا حالات المزاج لدى الإنسان. يستخدم شكسبير كلمة "fleet'st" للإشارة إلى حركة الزمن السريعة، مشيرًا إلى تعبير شائع في اللغة الإنجليزية القديمة حيث كانت تُكتب أحيانًا بشكل آخر كـ"flee'st" لتعني أن «الزمن يطير». هذا المفهوم يرتبط بعبارة لاتينية معروفة "tempus fugit"، والتي تعني «الزمن يهرب»؛ بهذا يشير الشاعر إلى أن الزمن يمكنه أن يفعل ما يريد، ويستعمل أوصافًا متداولة قديمًا مثل «الزمن السريع» و«العالم الواسع» لإيصال فكرة قوة الزمن وتغيره السريع.
في نهاية السوناتة، يخاطب الشاعر الزمن ويرجوه أن لا يرتكب «جريمة شنيعة» وهي نقش تجاعيد الزمن على جبين حبيبه. ويرى الشاعر أن التجاعيد تشبه الجريمة، ويعتمد في هذا التشبيه على عمل قديم للشاعر أوفيد، حيث قال "de rugis crimina multa cadunt" أي «من التجاعيد تنكشف العديد من الجرائم». تُرجمت هذه العبارة لاحقًا على يد الكاتب كريستوفر مارلو إلى «التجاعيد في الجمال هي خطأ كبير». ومن هذا المنطلق، يطلب الشاعر من الزمن أن لا يحفر بأي تجاعيد على وجه حبيبه وألا يستعمل «قلمه العتيق»، حيث يشير هذا القلم إلى شيء قديم أو حتى جنوني، في رسم تلك العلامات المزعجة.

## التفسيرات
في أوبرا غوستاف هولست «عند رأس الخنزير» تُغنى السونيت كأغنية يغنيها الأمير هال متنكرًا كنوع من الترفيه لـ فالستاف ودمية تيرشيت.
يقرأها ديفيد هاروود في ألبوم التجميع لعام 2002، «عندما يتحدث الحب» (إيمي للكلاسيكيات ‏).

## قراءات إضافية
- Baldwin, T. W. (1950). On the Literary Genetics of Shakspeare's Sonnets. University of Illinois Press, Urbana.
- Hart, Jonathan (2002). Conflicting Monuments. In the Company of Shakespeare. AUP, New York.
- Hubler, Edwin (1952). The Sense of Shakespeare's Sonnets. Princeton University Press, Princeton.
- Schoenfeldt, Michael (2007). The Sonnets: The Cambridge Companion to Shakespeare's Poetry. Patrick Cheney, Cambridge University Press, Cambridge.

الطبعة الأولى؛
- شكسبير, وليم (1609). Shake-speares Sonnets: Never Before Imprinted [سونيتات شيكسبير: لم تُطبع من قبل] (بالإنجليزية). لندن: Thomas Thorpe. Retrieved 2020-04-15.
- شكسبير, وليم (1905). Lee, Sidney (ed.). Shakespeares Sonnets: Being a reproduction in facsimile of the first edition [سونيتات شيكسبير: نسخة طبق الأصل من الطبعة الأولى] (بالإنجليزية). أكسفورد: دار نشر جامعة أكسفورد. OCLC:458829162. Retrieved 2020-04-15.

طبعات مختلفة؛
- شكسبير, وليم (1916). Alden, Raymond Macdonald (ed.). The Sonnets of Shakespeare [سونيتات شيكسبير] (بالإنجليزية). بوسطن: Houghton Mifflin Company. OCLC:234756. Retrieved 2020-04-15.
- شكسبير، وليم (1944). Rollins، Hyder Edward (المحرر). A New Variorum Edition of Shakespeare: The Sonnets [2 Volumes] [طبعة فاريورم الجديدة من سونيتات شيكسبير [مجلدان]]. فيلادلفيا: ليبينكوت  [لغات أخرى]‏. OCLC:6028485.{{استشهاد بكتاب}}:  صيانة الاستشهاد: علامات ترقيم زائدة (link)

الطبعات النقدية الحديثة؛
- شكسبير، وليم (2007). Atkins، Carl D. (المحرر). Shakespeare's Sonnets: With Three Hundred Years of Commentary [سونيتات شيكسبير: مع ثلاثة قرون من التعليقات]. ماديسون: Fairleigh Dickinson University Press. ISBN:978-0-8386-4163-7. OCLC:86090499.
- شكسبير، وليم (2000) [الطبعة الأولى 1977]. Booth، Stephen (المحرر). Shakespeare's Sonnets [سونيتات شيكسبير] (ط. منقحة). نيو هافن: Yale Nota Bene. ISBN:0-300-01959-9. OCLC:2968040.
- شكسبير، وليم (2002). Burrow، Colin (المحرر). The Complete Sonnets and Poems [السونيتات والقصائد الكاملة]. The Oxford Shakespeare. أكسفورد: دار نشر جامعة أكسفورد. ISBN:978-0192819338. OCLC:48532938.
- شكسبير، وليم (2010) [الطبعة الأولى 1997]. Duncan-Jones، Katherine (المحرر). Shakespeare's Sonnets [سونيتات شيكسبير]. The Arden Shakespeare, السلسلة الثالثة (ط. منقحة). لندن: دار بلومزبري. ISBN:978-1-4080-1797-5. OCLC:755065951.
- شكسبير، وليم (1996). Evans، G. Blakemore (المحرر). The Sonnets [سونيتات شيكسبير]. The New Cambridge Shakespeare. كامبريدج: مطبعة جامعة كامبريدج. ISBN:978-0521294034. OCLC:32272082.
- شكسبير، وليم (1995) [الطبعة الأولى 1986]. Kerrigan، John (المحرر). The Sonnets ; and, A Lover's Complaint [سونيتات شيكسبير؛ و، شكوى عاشق]. New Penguin Shakespeare (ط. منقحة). دار بنجوين للنشر. ISBN:0-14-070732-8. OCLC:15018446.
- شكسبير، وليم (2006). Mowat، Barbara A.؛ Werstine، Paul (المحررون). Shakespeare's Sonnets & Poems [سونيتات وقصائد شيكسبير]. مكتبة فولجر الشكسبيرية. نيويورك: Washington Square Press. ISBN:978-0743273282. OCLC:64594469.
- شكسبير، وليم (2001). Orgel، Stephen (المحرر). The Sonnets [سونيتات شيكسبير]. The Pelican Shakespeare (ط. منقحة). نيويورك: دار بنجوين للنشر. ISBN:978-0140714531. OCLC:46683809.
- شكسبير، وليم (1997). Vendler، Helen (المحرر). The Art of Shakespeare's Sonnets [فن سونيتات شيكسبير]. كامبريدج، ماساتشوستس: دار نشر جامعة هارفارد. ISBN:0-674-63712-7. OCLC:36806589.